# Стриклен, Шекинна
Шекинна Стриклен (англ. Shekinna Stricklen; род. 30 июля 1990 года, Конуэй, штат Арканзас, США) — американская профессиональная баскетболистка, выступавшая за три команды женской национальной баскетбольной ассоциации. Была выбрана на драфте ВНБА 2012 года под общим вторым номером командой «Сиэтл Шторм». Играла на позиции лёгкого форварда и атакующего защитника. Введена в зал спортивной славы штата Арканзас (2023). После окончания игровой карьеры перешла на тренерскую деятельность, 14 апреля 2023 года возглавила тренерский штаб школьной команды «Сильван-Хиллс Леди Беарз» (Шервуд, штат Арканзас).

## Ранние годы
Шекинна родилась 30 июля 1990 года в городке Конуэй (штат Арканзас) в семье Уэйна и Карен Стриклен, у неё есть брат, Джошуа, а училась чуть западнее, в средней школе Моррилтон из одноимённого города, в которой выступала за местную баскетбольную команду.